# بالینت کورپاسی
بالینت کورپاسی (متولد ۳۰ مارس ۱۹۸۷) کشتی‌گیر فرنگی کار تیم ملی مجارستان است. وی سابقه حضور در المپیک ۲۰۲۰ توکیو را دارد.
وی برنده مدال طلا مسابقات قهرمانی کشتی جهان ۲۰۱۶ و مسابقات قهرمانی کشتی جهان ۲۰۱۸ و مدال برنز مسابقات قهرمانی کشتی جهان ۲۰۱۷ و مسابقات قهرمانی کشتی جهان ۲۰۱۹ شده‌است. همچنین توانست مدال نقره بازی‌های اروپایی ۲۰۱۵ در وزن ۷۱ کیلوگرم را بدست آورد.

## مسابقات قهرمانی کشتی جهان ۲۰۱۷
کورپاسی در وزن ۷۱ کیلو مسابقات قهرمانی کشتی فرنگی جهان ۲۰۱۷ پاریس حاضر بود که در دورهای اول تا سوم بندیکت پافر از اتریش، لئوس درمولا از اسلوواکی و ابراهیم محمود از مصر را شکست داد اما در نیمه نهایی به دیمیو ژادرایف از قزاقستان شکست خورد و به دیدار رده‌بندی رفت. وی در دیدار رده‌بندی آدام کوراک کشتی‌گیر روسی را شکست داد و مدال برنز وزن ۷۱ کیلوگرم را بدست آورد.

## مسابقات قهرمانی کشتی جهان ۲۰۱۸
کورپاسی در وزن ۷۲ کیلو مسابقات قهرمانی کشتی جهان ۲۰۱۸ بوداپست حاضر بود که پس از غلبه بر طارق عزیز بن عیسی از الجزابر، جویلسون جونیور از برزیل و آیک مناتساکانیان از بلغارستان به فینال رسید. وی در فینال به فرانک اشتبلر از آلمان باخت و به مدال نقره وزن ۷۲ کیلوگرم رسید.

## مسابقات قهرمانی کشتی جهان ۲۰۱۹
کورپاسی در وزن ۷۲ کیلوگرم کشتی فرنگی مسابقات قهرمانی کشتی جهان ۲۰۱۹ نورسلطان حاضر بود که در مسابقه های اول و دوم روسلان تسارف از قرقیزستان و سانان سلیمانوف از آذربایجان را شکست داد اما در نیمه نهایی به ابویزید مانتسیگوف از روسیه باخت و به دیدار رده‌بندی رفت. وی در دیدار رده‌بندی لی جی-یئون از کره جنوبی را شکست داد و مدال برنز وزن ۷۲ کیلوگرم را بدست آورد.